# Bächenstock (nordväst Gurtnellen)
Bächenstock är en bergstopp i Schweiz.   Den ligger i kantonen Uri, i den centrala delen av landet, 90 km öster om huvudstaden Bern. Toppen på Bächenstock är 3 011 meter över havet, eller 109 meter över den omgivande terrängen. Bredden vid basen är 0,34 km.
Terrängen runt Bächenstock är huvudsakligen mycket bergig. Närmaste större samhälle är Erstfeld, 10,3 km nordost om Bächenstock. 
Trakten runt Bächenstock består i huvudsak av gräsmarker. Runt Bächenstock är det mycket glesbefolkat, med 4 invånare per kvadratkilometer.